# J. W. Elmer Thomas
J. W. Elmer Thomas (Greencastle, 1876. szeptember 8. – Lawton, 1965. szeptember 19.) az Amerikai Egyesült Államok szenátora (Oklahoma, 1927–1951).